# Emily Hart
Emily Anne Hart, född 2 maj 1986 i Sayville i Suffolk County på Long Island, New York, är en amerikansk tidigare skådespelerska. Hon är mest känd för att ha gjort rösten till Sabrina Spellman i TV-serien Sabrina samt för att ha medverkat som Sabrinas kusin Amanda Wiccan i TV-serien Sabrina tonårshäxan. Hon är yngre syster till skådespelerskan Melissa Joan Hart.